# Herbert Rosenkranz
Pour les articles homonymes, voir Rosenkranz.
Herbert Rosenkranz, né à Vienne le 7 juillet 1924 et mort le 5 septembre 2003 à Jérusalem, était un historien autrichien de confession juive.

## Biographie
Rosenkranz a grandi dans le quartier de Vienne Brigittenau. Ses parents juifs, Michael et Mircia, né Kesten, et les grands-parents avaient émigré d'Europe de l'Est. Après l'Anschluss de l'Autriche en 1938, il dut émigrer avec sa famille et vivait à Riga. Dans les années 1941 à 1947, il fut interné dans des camps en Union soviétique. De 1947 à 1953, Rosenkranz a étudié histoire et philologie anglaise à l'université de Vienne. Après sa thèse sur la Chazaro-judaïsme, il a émigré en Israël. Il a enseigné dans des écoles secondaires jusqu'à 1955, quand il a commencé son travail comme archiviste au Mémorial de Yad Vashem à Jérusalem. Plus tard, il est devenu chef du département pour les enquêtes sur les crimes nazis. De 1960 à 1961 il fut assistant d'histoire juive à l'université de Tel-Aviv et de 1968 à 1977, il enseigna à l'université hébraïque de Jérusalem.
Herbert Rosenkranz a soutenu le Service autrichien de la Mémoire de la Shoah en Israël depuis le début. Il a été en contact avec l'Action Signe de Réconciliation / Services pour la paix (ASF) et il a cherché à établir le dialogue avec les membres du clergé allemand. Dans les années 1980 Herbert Rosenkranz a travaillé comme professeur invité au Collège des études juives à Heidelberg, et dans diverses universités en Autriche.
Son frère Kurt Rosenkranz a fondé en 1993 l'Institut juif pour l'éducation des adultes à Vienne et sa fille Orna Langer est un critique musical pour Haaretz.